# Кортеолона
Кортеолона (італ. Corteolona) — колишній муніципалітет в Італії, у регіоні Ломбардія,  провінція Павія. З 1 січня 2016 року Кортеолона є частиною новоствореного муніципалітету Кортеолона-е-Дженцоне.
Кортеолона розташована на відстані близько 450 км на північний захід від Рима, 38 км на південь від Мілана, 18 км на схід від Павії.
Населення — 2210 осіб (2014).
Щорічний фестиваль відбувається 26 грудня. Покровитель — святий Степан.

## Демографія
Населення за роками:

Станом на 31 грудня 2014 року в муніципалітеті офіційно проживало 425 іноземців з 17 країн, серед них 329 громадян країн Євросоюзу та 6 громадян України.

## Сусідні муніципалітети
- Бельджоїозо
- Коста-де'-Нобілі
- Філігера
- Дженцоне
- Джеренцаго
- Інверно-е-Монтелеоне
- Санта-Кристіна-е-Біссоне
- Торре-де'-Негрі